# Vladan Danilović
Vladan Danilović, né le 27 juillet 1999 à Foča en Bosnie-Herzégovine, est un footballeur international bosnien qui évolue au poste de milieu défensif au CD Nacional.

## Biographie

### En club
Natif de Foča en Bosnie-Herzégovine, Vladan Danilović est formé par le club de sa ville natale, le FK Sutjeska Foča (en).
En juin 2016 il rejoint un autre club de Bosnie, le FK Borac Banja Luka. Le club évolue en deuxième division lorsque Danilović fait ses débuts en professionnels, le 24 septembre 2016 contre le FK Borac Šamac (en). Il est titularisé lors de cette rencontre remportée par son équipe sur le score de deux buts à un. Cette saison-là le club est promu en première division de Bosnie-Herzégovine pour la saison suivante.
Le 2 octobre 2020, Vladan Danilović s'engage en faveur du club portugais du CD Nacional. Il joue son premier match sous ses nouvelles couleurs le 8 novembre 2020, lors d'une rencontre de championnat face au Gil Vicente FC. Il entre en jeu à la place de Rúben Micael et son équipe s'impose par deux buts à un.

### En sélection nationale
Vladan Danilović représente l'équipe de de Bosnie-Herzégovine des moins de 19 ans pour un total de quatre matchs joués, tous en 2017 et en tant que titulaire.
En août 2020, Vladan Danilović est appelé pour la première fois par Dušan Bajević, le sélectionneur de l'équipe nationale de Bosnie-Herzégovine, pour les matchs de septembre face à l'Italie et la Pologne. Danilović reste toutefois sur le banc des remplaçants sans entrer en jeu lors de ces deux rencontres.
Il faut attendre le 15 novembre 2020 pour le voir honorer sa première sélection avec la Bosnie-Herzégovine, lors d'un match de Ligue des nations face aux Pays-Bas. Il entre en jeu à la place d'Amer Gojak lors de cette rencontre perdue par son équipe (3-1).